# Campeonato Mundial de Atletismo em Pista Coberta de 2008 - 60 m feminino
A competição dos 60 metros masculino do Campeonato Mundial de Atletismo em Pista Coberta de 2008, foi disputado no Palácio-Velódromo Luis Puig, em Valência.

## Medalhistas
| Ouro                  | Prata                 | Bronze                 |
| Angela Williams (USA) | Jeanette Kwakye (GBR) | Tahesia Harrigan (IVB) |

## Resultados

### Eliminatória
| Bateria | Faixa | Atleta                     | Nacionalidade            | Tempo   | Notas |
| ------- | ----- | -------------------------- | ------------------------ | ------- | ----- |
| 1       | 4     | Kim Gevaert                | Bélgica                  | 7.31    | Q     |
| 1       | 6     | Laura Turner               | Reino Unido              | 7.34    | Q     |
| 1       | 2     | Svetlana Nabokina          | Rússia                   | 7.38    | Q     |
| 1       | 5     | Inna Eftimova              | Bulgária                 | 7.50    | Q     |
| 1       | 7     | Ruddy Zang Milama          | Gabão                    | 7.66    |       |
| 1       | 3     | Fabienne Weyermann         | Suíça                    | 7.67    |       |
| 1       | 8     | Maki Samantha Lockington   | Ilhas Cook               | 8.69 PB |       |
| 2       | 4     | Ene Franca Idoko           | Nigéria                  | 7.19    | Q     |
| 2       | 5     | LaVerne Jones-Ferrette     | Ilhas Virgens Americanas | 7.23 SB | Q     |
| 2       | 2     | Virgen Benavides           | Cuba                     | 7.29    | Q     |
| 2       | 3     | Ailis McSweeney            | Irlanda                  | 7.43    | Q     |
| 2       | 6     | Lina Grincikaité           | Lituânia                 | 7.45    | q     |
| 2       | 7     | Affoué Amandine Allou      | Costa do Marfim          | 7.57 SB |       |
| 2       | 8     | Martina Pretelli           | San Marino               | 8.54    |       |
| 3       | 7     | Guzel Khubbieva            | Uzbequistão              | 7.24 SB | Q     |
| 3       | 6     | Yevgeniya Polyakova        | Rússia                   | 7.25    | Q     |
| 3       | 4     | Verena Sailer              | Alemanha                 | 7.37    | Q     |
| 3       | 5     | Bettina Müller-Weissina    | Áustria                  | 7.37    | Q     |
| 3       | 8     | Alexis Joyce               | Estados Unidos           | 7.50    | q     |
| 3       | 3     | Nina Kovacic               | Eslovênia                | 7.57    | q     |
| 3       | 2     | Valentina Nazarova         | Turquemenistão           | 7.72 NR |       |
| 4       | 2     | Tahesia Harrigan           | Ilhas Virgens Britânicas | 7.21    | Q     |
| 4       | 5     | Jeanette Kwakye            | Reino Unido              | 7.33    | Q     |
| 4       | 7     | Ivet Lalova                | Bulgária                 | 7.36    | Q     |
| 4       | 8     | Lena Berntsson             | Suécia                   | 7.45    | Q     |
| 4       | 6     | Feta Ahamada               | Comores                  | 7.71    |       |
| 4       | 1     | Rosa Mystique Jone         | Nauru                    | 8.09 PB |       |
| 4       | 4     | Hawwa Haneefa              | Maldivas                 | 8.42 PB |       |
| 4       | 3     | Nongnuch Sanrat            | Tailândia                | DNS     |       |
| 5       | 3     | Angela Williams            | Estados Unidos           | 7.29    | Q     |
| 5       | 4     | Oludamola Osayomi          | Nigéria                  | 7.35    | Q     |
| 5       | 5     | Delphine Atangana          | Camarões                 | 7.37    | Q     |
| 5       | 7     | Vida Anim                  | Gana                     | 7.37    | Q     |
| 5       | 8     | Ezinne Okparaebo           | Noruega                  | 7.42    | q     |
| 5       | 2     | Lucimar Aparecida de Moura | Brasil                   | 7.64    |       |
| 5       | 6     | Amando Choo                | Singapura                | 7.74 NR |       |

### Semifinal
| Bateria | Raia | Atleta                  | Nacionalidade            | Tempo   | Notas |
| ------- | ---- | ----------------------- | ------------------------ | ------- | ----- |
| 1       | 5    | Ene Franca Idoko        | Nigéria                  | 7.10    | Q     |
| 1       | 4    | Yevgeniya Polyakova     | Rússia                   | 7.20    | Q     |
| 1       | 3    | LaVerne Jones-Ferrette  | Ilhas Virgens Americanas | 7.24    |       |
| 1       | 1    | Lena Berntsson          | Suécia                   | 7.26 PB |       |
| 1       | 2    | Verena Sailer           | Alemanha                 | 7.28    |       |
| 1       | 6    | Ivet Lalova             | Bulgária                 | 7.31 SB |       |
| 1       | 7    | Ailis McSweeney         | Irlanda                  | 7.46    |       |
| 1       | 8    | Nina Kovacic            | Eslovênia                | 7.47    |       |
| 2       | 6    | Tahesia Harrigan        | Ilhas Virgens Britânicas | 7.12 NR | Q     |
| 2       | 4    | Jeanette Kwakye         | Reino Unido              | 7.13 NR | Q     |
| 2       | 3    | Kim Gevaert             | Bélgica                  | 7.18    | q     |
| 2       | 8    | Alexis Joyce            | Estados Unidos           | 7.22    | q     |
| 2       | 5    | Virgen Benavides        | Cuba                     | 7.25    |       |
| 2       | 2    | Inna Eftimova           | Bulgária                 | 7.33    |       |
| 2       | 7    | Delphine Atangana       | Camarões                 | 7.37    |       |
| 2       | 1    | Vida Anim               | Gana                     | 7.45    |       |
| 3       | 5    | Angela Williams         | Estados Unidos           | 7.12    | Q     |
| 3       | 4    | Oludamola Osayomi       | Nigéria                  | 7.21    | Q     |
| 3       | 3    | Guzel Khubbieva         | Uzbequistão              | 7.27    |       |
| 3       | 6    | Laura Turner            | Reino Unido              | 7.28 SB |       |
| 3       | 7    | Svetlana Nabokina       | Rússia                   | 7.28    |       |
| 3       | 1    | Ezinne Okparaebo        | Noruega                  | 7.34 SB |       |
| 3       | 8    | Bettina Müller-Weissina | Áustria                  | 7.35 SB |       |
| 3       | 2    | Lina Grincikaité        | Lituânia                 | 7.41    |       |

### Final
| Colocação         | Faixa | Atleta              | Nacionalidade            | Tempo   | Tempo de reação |
| ----------------- | ----- | ------------------- | ------------------------ | ------- | --------------- |
| Medalha de ouro   | 6     | Angela Williams     | Estados Unidos           | 7.06 WL | 0.142           |
| Medalha de bronze | 5     | Jeanette Kwakye     | Reino Unido              | 7.08 NR | 0.163           |
| Medalha de prata  | 3     | Tahesia Harrigan    | Ilhas Virgens Britânicas | 7.09 NR | 0.149           |
| 4                 | 1     | Kim Gevaert         | Bélgica                  | 7.22    | 0.149           |
| 5                 | 7     | Yevgeniya Polyakova | Rússia                   | 7.24    | 0.156           |
| 6                 | 8     | Oludamola Osayomi   | Nigéria                  | 7.26    | 0.169           |
| 7                 | 4     | Ene Franca Idoko    | Nigéria                  | 7.30    | 0.132           |
| 8                 | 2     | Alexis Joyce        | Estados Unidos           | 7.37    | 0.229           |

Legenda
| Recorde mundial       | Recorde mundial (World record)               |                       | Recorde africano                      | Recorde africano (African) |                                           | Q | Classificado por posição (Qualified) |
| Recorde do campeonato | Recorde do campeonato (Championship record)  | Recorde da América    | Recorde da América (Americas)         | q                          | Classificado por melhor tempo (Qualified) |   |                                      |
| Melhor marca do ano   | Melhor marca do ano (World leading)          | Recorde asiático      | Recorde asiático (Asian)              | DNS                        | Não largou (Did not start)                |   |                                      |
| Recorde nacional      | Recorde nacional (National record)           | Recorde europeu       | Recorde europeu (European)            | DNF                        | Não terminou (Did not finish)             |   |                                      |
| Recorde pessoal       | Recorde pessoal do atleta (Personal best)    | Recorde da Oceania    | Recorde da Oceania (Oceania)          | DSQ / DQ                   | Desclassificado (Disqualified)            |   |                                      |
| Recorde da temporada  | Recorde da temporada do atleta (Season best) | Recorde sul-americano | Recorde sul-americano (South America) | NM                         | Sem marca (No mark)                       |   |                                      |